# Oberthal
Oberthal es una comuna suiza del cantón de Berna, situada en el distrito administrativo de Berna-Mittelland. Limita al norte con la comuna de Arni bei Biglen, al este con Signau, al sur con Bowil y Zäziwil, y al oeste con Grosshöchstetten.
Hasta el 31 de diciembre de 2009 situada en el distrito de Konolfingen.